# فايز سعيد
فايز سعيد، لاعب كرة قدم كويتي سابق.
و قد كان يلعب مع نادي الصليبيخات، وقد كان هداف كأس الأمير 1979/1980 برصيد 5 أهداف.